# Демьян Бедный (посёлок)
Демьян Бедный — посёлок Жердевского района Тамбовской области, административный центр Демьяновского сельсовета.

## История
Современный посёлок возник в 1903 году как Носовский Спасо-Преображенский монастырь. Монастырь был основан по завещанию бывшего помещика этих территорий Андрея Михайловича Носова, который пожертвовал часть своего имения в 870 десятин с хуторком и 140000 рублей. Монастырь, строительство которого было завершено в 1907 году, был построен на землях, принадлежавших Носову, возле села Туголуково.
После революции монастырь был закрыт, и в его стенах разместили детскую колонию. Позднее она была расформирована, а в 1953 году был создан Совхоз № 3 Шпикуловского района, в помещениях монастыря теперь открылся сельский клуб. В 1962 году совхоз получил название «Заря» и теперь относился к Жердевскому району.
В марте 1971 года был образован Демьяновский сельсовет.

## Население
| 2002 | 2010 |
| ---- | ---- |
| 648  | ↗687 |

В посёлке компактно проживают курды.

## Инфраструктура
Школа (филиал Шпикуловской), клуб, библиотека, магазин, почта, церковь.

## Транспорт
Автобусное сообщение с райцентром Жердевкой.